# Anemale, Turuvekere
Anemale là một làng thuộc tehsil Turuvekere, huyện Tumkur, bang Karnataka, Ấn Độ.